# Cobrieux
Cobrieux ist eine französische Gemeinde mit 553 Einwohnern (Stand: 1. Januar 2022) im Département Nord in der Region Hauts-de-France. Sie gehört zum Arrondissement Lille und zum Kanton Templeuve-en-Pévèle.

## Geographie
Cobrieux liegt etwa 15 Kilometer südöstlich des Stadtzentrums von Lille und drei Kilometer westlich der Grenze zu Belgien. Umgeben wird Cobrieux von den Nachbargemeinden Cysoing im Nordwesten und Norden, Bourghelles im Norden und Nordosten, Bachy im Osten, Mouchin im Südosten sowie Genech im Süden und Südwesten.

## Geschichte
Im Mittelalter bestand hier eine Kommandantur des Malteserordens namens Haut-Avesnes.

### Bevölkerungsentwicklung
| Jahr      | 1962 | 1968 | 1975 | 1982 | 1990 | 1999 | 2006 | 2012 | 2020 |
| Einwohner | 299  | 296  | 305  | 338  | 461  | 518  | 519  | 528  | 535  |

## Sehenswürdigkeiten

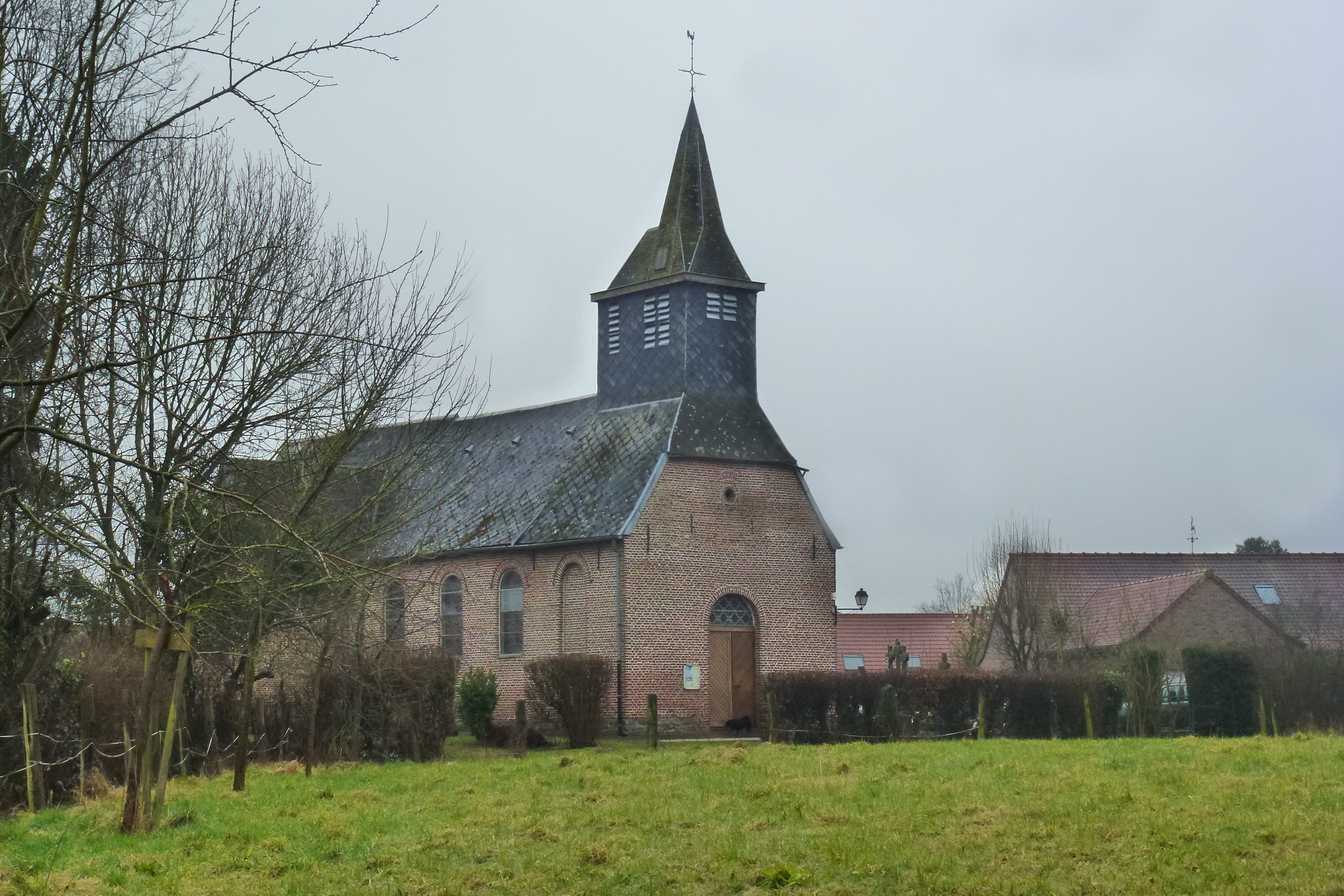
Kirche Saint-Amand
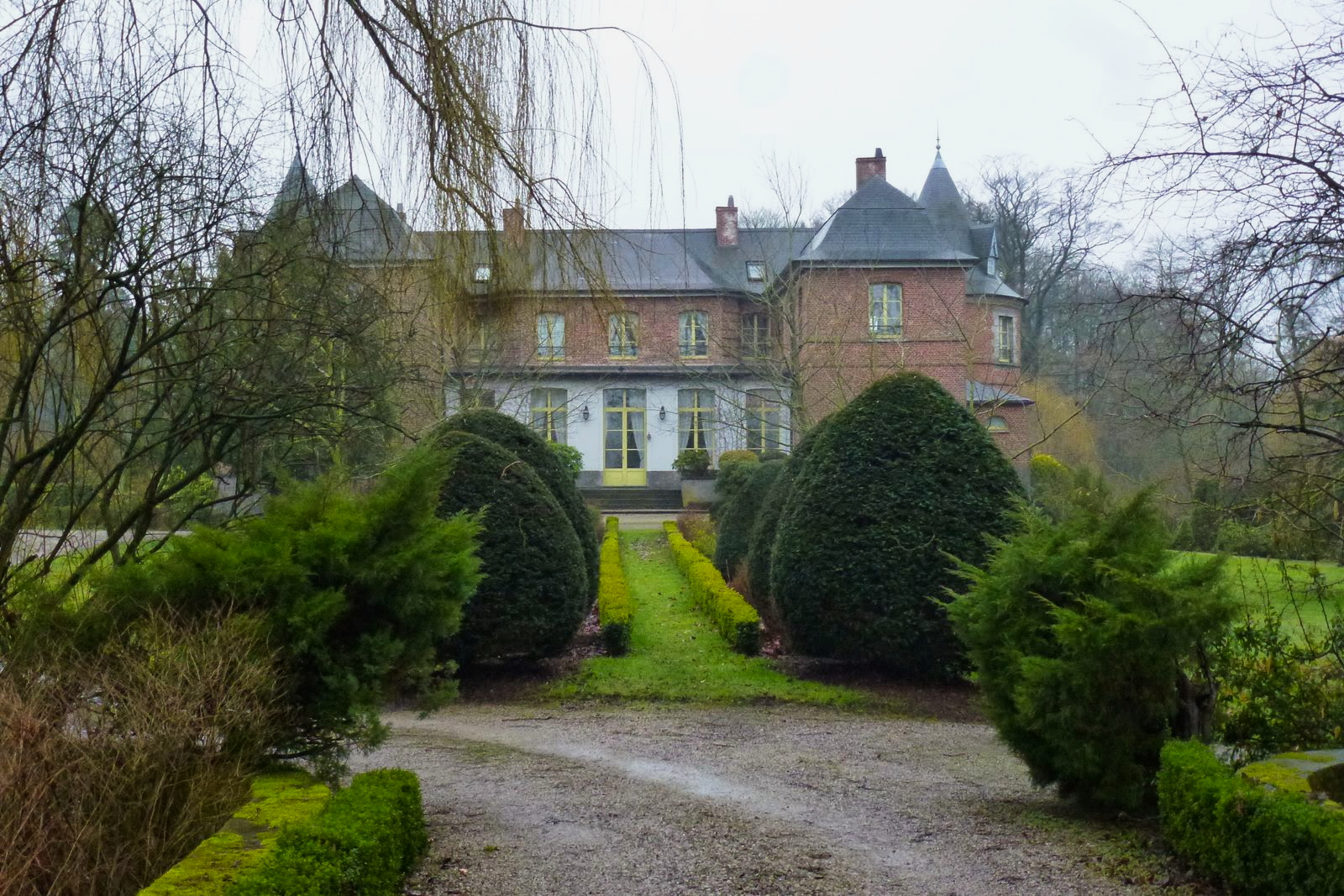
Schloss Fay
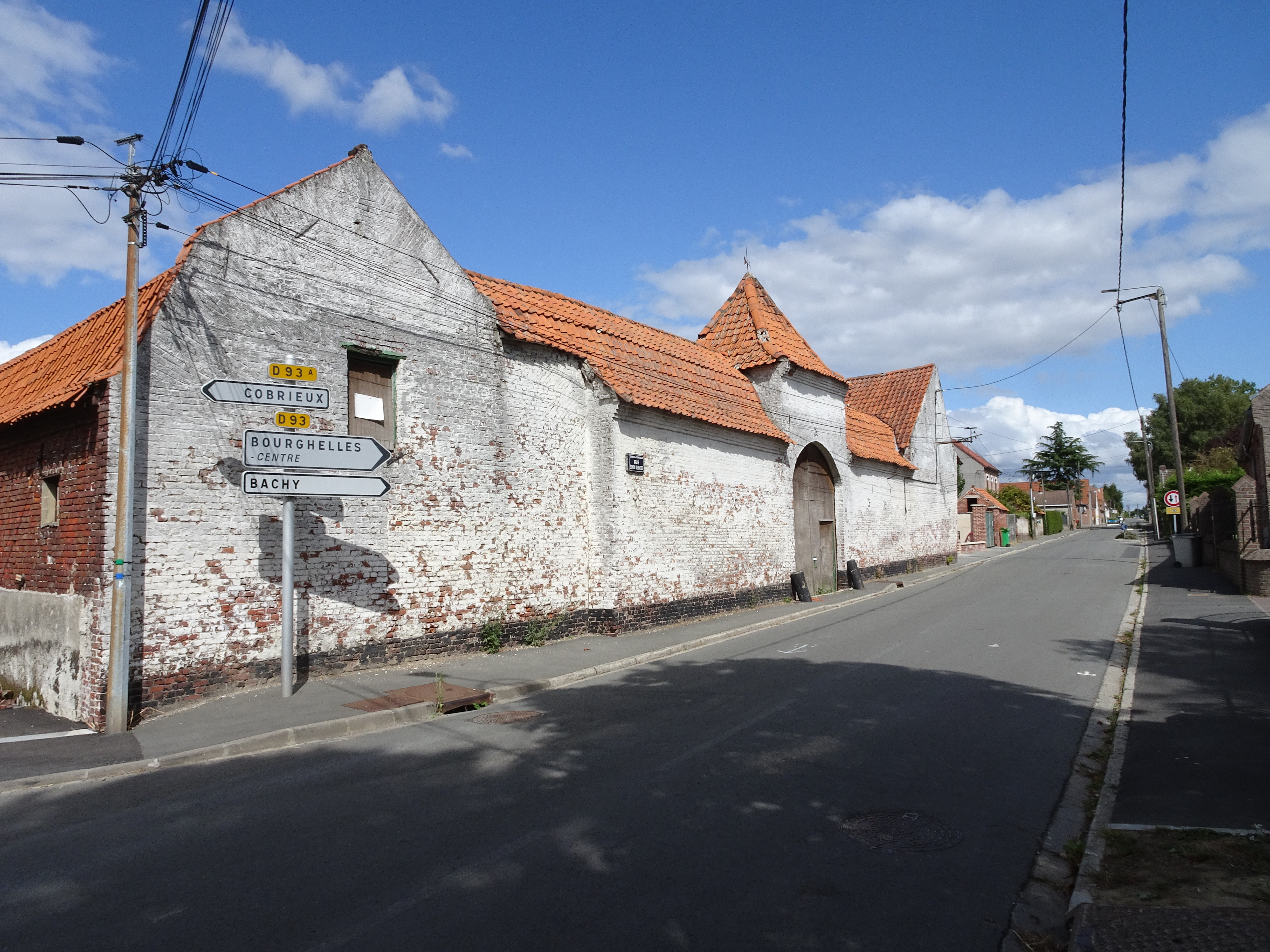
Ehemalige Kommandantur
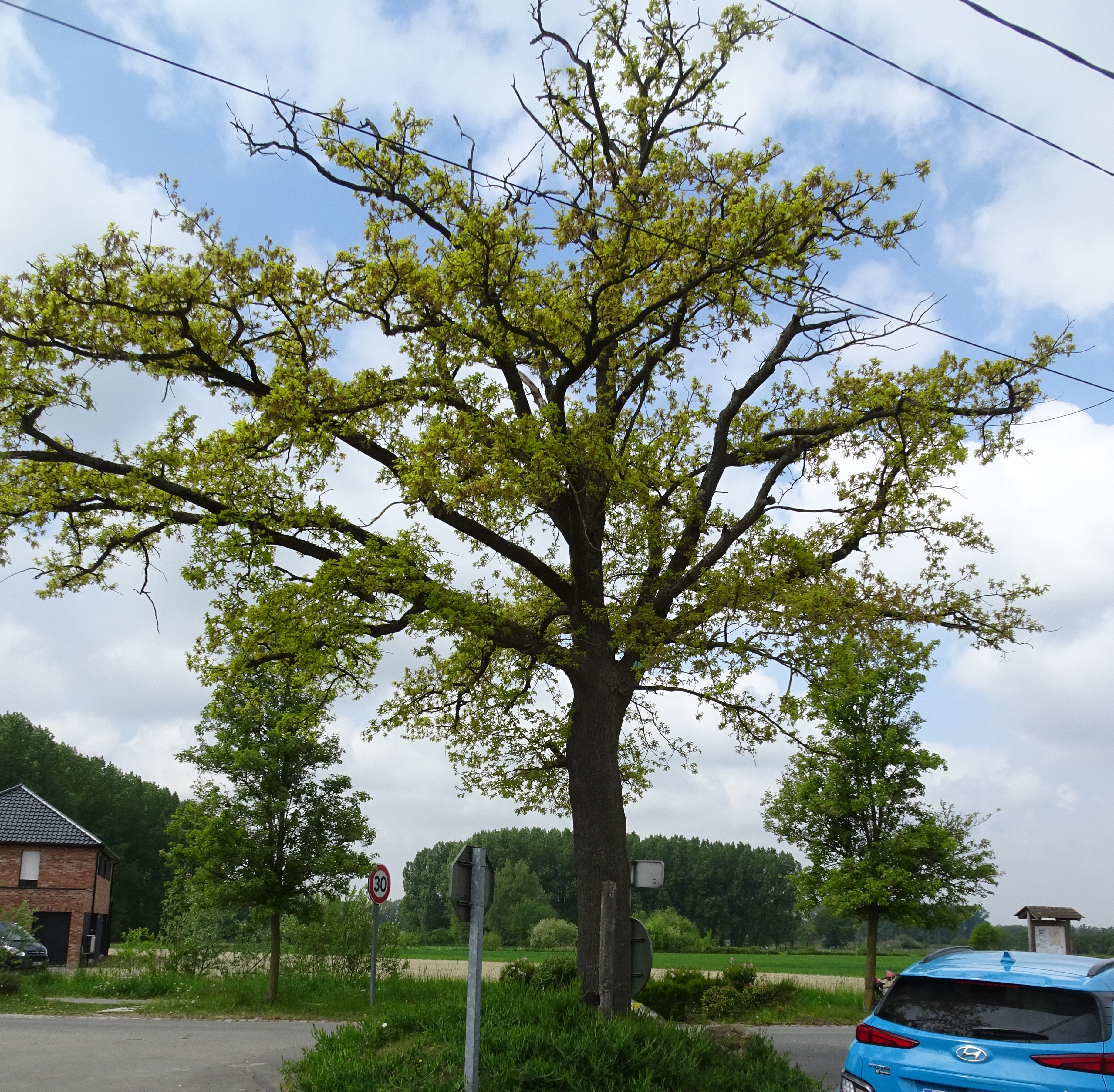
Freiheitsbaum
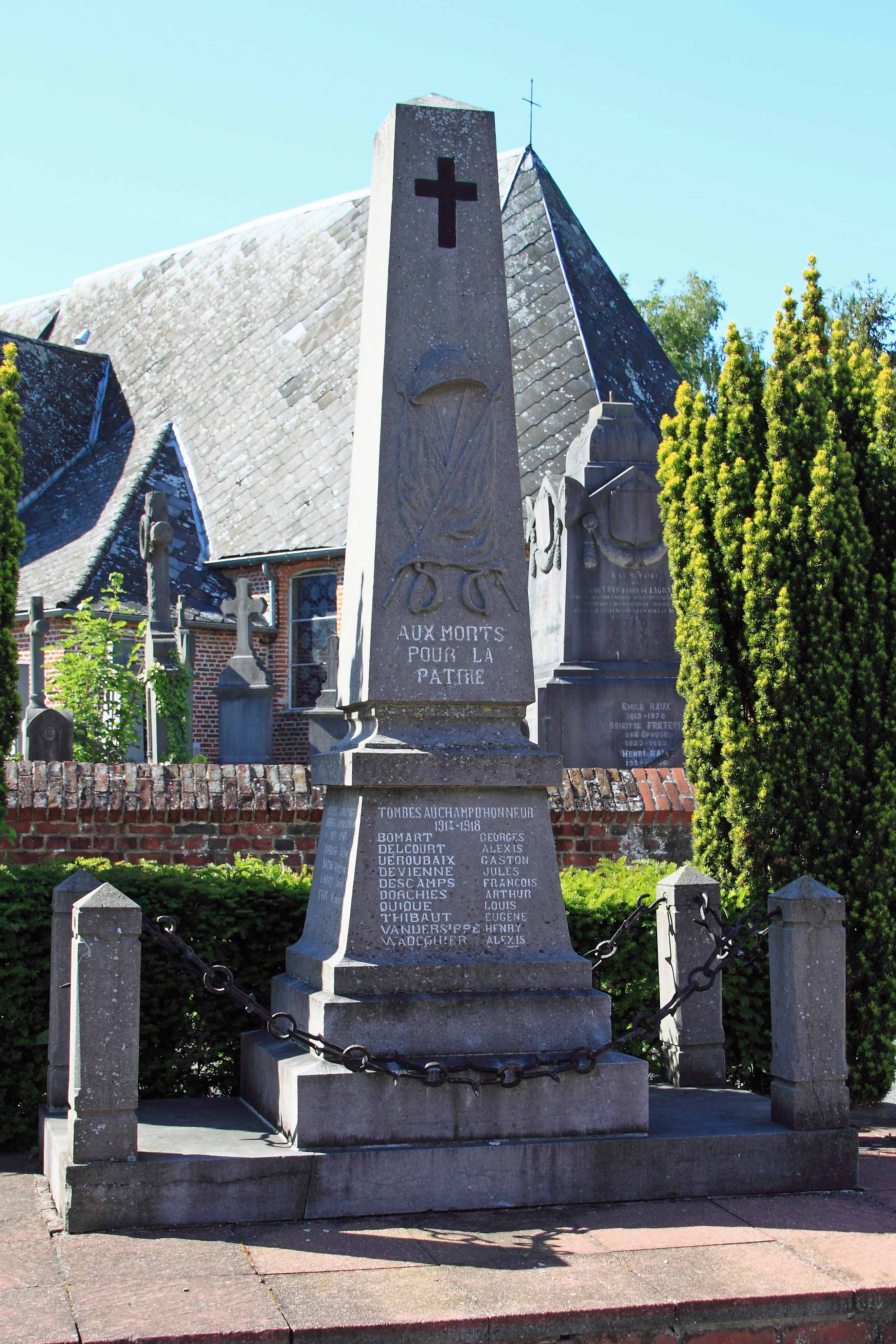
Gefallenendenkmal

- Kirche Saint-Amand
- Schloss Fay
- Ehemalige Kommandantur
- Freiheitsbaum
- Gefallenendenkmal